# 裸果木属
裸果木属（学名：Gymnocarpos）是石竹科下的一个属，为亚灌木植物。该属共有2种，分布于非洲东部至伊朗。